# Hizo
Hizo, jedna od plemenskih skupina Varohio Indijanaca koji su živjeli u selu Taraichi u dolini Chinipas, Chihuahua. Meksiko. Spominje ih Orozco y Berra (1864).
U Taraichiu se nalazila misija Nuestra Señora de Guadalupe